# 4598 Coradini
4598 Coradini је астероид главног астероидног појаса чија средња удаљеност од Сунца износи 2,997 астрономских јединица (АЈ).
Апсолутна магнитуда астероида је 12,2.